# Sant Michèu de Bèumont
Saint-Michel-en-Beaumont és un municipi francès situat al departament de la Isèra i a la regió d'Alvèrnia-Roine-Alps. L'any 2007 tenia 36 habitants.

## Demografia

### Població
El 2007 la població de fet de Saint-Michel-en-Beaumont era de 36 persones. Hi havia 16 famílies de les quals 8 eren unipersonals (4 homes vivint sols i 4 dones vivint soles), 4 parelles sense fills i 4 parelles amb fills.
La població ha evolucionat segons el següent gràfic:
Habitants censats

### Habitatges
El 2007 hi havia 62 habitatges, 16 eren l'habitatge principal de la família, 42 eren segones residències i 4 estaven desocupats. 58 eren cases i 3 eren apartaments. Dels 16 habitatges principals, 15 estaven ocupats pels seus propietaris i 1 estava cedit a títol gratuït; 1 tenia dues cambres, 7 en tenien tres, 2 en tenien quatre i 6 en tenien cinc o més. 11 habitatges disposaven pel capbaix d'una plaça de pàrquing. A 11 habitatges hi havia un automòbil i a 4 n'hi havia dos o més.

### Piràmide de població
La piràmide de població per edats i sexe el 2009 era:
| Homes | Edats   | Dones |
| ----- | ------- | ----- |
| 0     | 95 o +  | 0     |
| 0     | 90 a 94 | 4     |
| 0     | 85 a 89 | 0     |
| 0     | 80 a 84 | 0     |
| 0     | 75 a 79 | 0     |
| 4     | 70 a 74 | 0     |
| 0     | 65 a 69 | 8     |
| 0     | 60 a 64 | 0     |
| 4     | 55 a 59 | 0     |
| 0     | 50 a 54 | 4     |
| 0     | 45 a 49 | 0     |
| 0     | 40 a 44 | 0     |
| 0     | 35 a 39 | 0     |
| 4     | 30 a 34 | 0     |
| 4     | 25 a 29 | 0     |
| 0     | 20 a 24 | 0     |
| 0     | 15 a 19 | 0     |
| 0     | 10 a 14 | 0     |
| 0     | 5 a 9   | 0     |
| 0     | 0 a 4   | 0     |

## Economia
El 2007 la població en edat de treballar era de 15 persones, 13 eren actives i 2 eren inactives. De les 13 persones actives 10 estaven ocupades (5 homes i 5 dones) i 3 estaven aturades (1 home i 2 dones). De les 2 persones inactives 1 estava jubilada i 1 estava estudiant.
Activitats econòmiques
L'any 2000 a Saint-Michel-en-Beaumont hi havia 9 explotacions agrícoles que ocupaven un total de 117 hectàrees.

## Poblacions més properes
El següent diagrama mostra les poblacions més properes.